# Ion Racoviță (caimacam)
Ion Racoviță a fost un mare boier din Moldova, care a trăit în secolul XVII. A îndeplinit funcția de caimacam al Moldovei în perioada mai-iunie 1685, între sfârșitul celei de-a treia domnii a lui Dumitrașcu Cantacuzino și începutul domniei lui Constantin Cantemir.:p. 97
Ion (Ioniță) Racoviță a fost unul din cei doi copii ai lui Racoviță Cehan, care a fost primul dintre membrii vechii familii boierești Cehan, din Moldova ce și-a luat numele de Racoviță, dând astfel naștere unei noi familii de mari boieri, familia Racoviță.
Potrivit paharnicului Constantin Sion, numele de Racoviță provine de la faptul că acest Cehan Racoviță (fiul lui Petre și Ileana Cehan) s-a născut când părinții săi se aflau pe drum în bejenie, fiind născut în „fundul Racovei” (satul Sionești jud. Vaslui), iar pentru pomenirea acestui moment „părinții l-au fost botezat „Racoviță”.
Ion Racoviță a fost căsătorit de două ori. Prima căsătorie a fost cu Anastasia Cantacuzino, fata spătarului Toma Cantacuzino (probabil în 1658-1659). Căsătoria a durat 8 ani, Anastasia decedând la 30 iunie 1668. Din această căsătorie a rezultat un singur copil, Mihai Racoviță, care va domni în mai multe rânduri atât în Moldova cât și în Țara Românească.:p. 94,97
Cea de-a doua căsătorie a fost încheiată în 1668 cu Safta Costachi, fiica boierului Apostol Costachi. Din această căsătorie au rezultat șase copii: un băiat, Dimitrie (Dumitrșcu) Racoviță și 5 fete – Anastasia, Tofana, Ecaterina, Maria și Elena.
Documentele vremii îl menționează destul de des pe Ion Roacoviță. Astfel, în hrisovul din 9 martie 1667 de împărțire a moștenirii socrului său este menționat între moștenitori „…Ion Racoviță ginerele Tomei Vornicul cu giupâneasa dumisali Nastasia…”. Averea moștenită era una semnificativă „În partea dumisali lui Ion Răcoviță Păharnicul și giupânesii dumisali Nastasiei s-au venit Sîrbii, sat întreg cu eleșteu și mori la Dorohoiu și Bălteni, sat întreg la Vasluiu, și Clocușna, sat întreg la Hotin, și Hulubeștii, sat întreg la Tecuciu, și Păuceștii, sat întreg la Iași …” și încă alte 15-20 de sate, vii și păduri.:pp 45-47
Într-un alt hrisov din 3 decembrie 1669 este menționat „Ion Racoviță, Mare Comis”, prima atestare de deținere a unei poziții de „boier velit”:p. 72
În aceeași poziție este menționat și în zapisul din 13 august 1673: „Ion Racoviță, comis, a primit în dar un loc de prisacă din Mogoșești – Fălciu, de la Dumitașcu, ginerele Albului din Mircești, pentru ajutorul dat fratelui său Chiriță.”:p. 73
Rangurile boierești pe care le-a avut Ion Racoviță de-a lungul vieții sale au fost::pp 431-432
- Postelnic II – 21 martie 1666
- Paharnic1666 – 20 octombrie 1666
- ComisII – 2 februarie 1667
- Paharnic - 1 martie 1667 – 20 noiembrie 1668;
- Mare Comis – 29 ianuarie 1669-20 iunie 1673 (perioada în care tatăl său a fost hatman)
- Mare Spătar – 1 iulie 1677-21 februarie 1679
- Mare Paharnic – 20 mai 1679 – 20 iulie 1685
- Mare Vornic de Țara de Sus – 25 august 1685 – 28 iunie 1686

În anul 1683, la aflarea vestei eliberării Vienei de către regelel Poloniei Jan Sobieski, fiind Mare Paharnic face parte din grupul boierilor care decid să-l părăsească pe domnul Constantin Duca la întoarcerea de la asediul Vienei.:p. 431
„Boierii carii sfătuie pe Duca-vodă de la Brașov să margă pin Țara Muntenească, dacă au vădzut că nu le ascultă sfatul lor, ei s-au răzlețit de Duca-vodă, de la Brașov, și s-au coborât în Țara Muntenească, de ș-au găsit giupânesele acolo, după cum le era sfatul cu ceielalți boieri, când au purces din Iași la oaste, ca să-l părăsască pre Duca-vodă, să nu-l mai vadză în ochi. Anume Gavriliță Costachi vel-vornic și Ion Racoviță vel păharnic și Gheorghiță tretii-logofăt și alții s-au dus în Țara Muntenească, precum mai sus s-au scris.:pp 73-74”—Ion Neculce, Letopisețul Țării Moldovei
La 1 ianuarie 1684 împreună cu alți boieri cerea ajutor țarului Rusiei contra otomanilor și ca domn pe Ștefan Petriceicu.:p. 432
În timpul celei de-a treia domnii a lui Dumitrașcu Cantacuzino, Ion Racoviță a ocupat funcția de Mare Vornic, în această calitate fiind numit de turci caimacam al Moldovei, în urma mazilirii neașteptate a lui Dumitrașcu Cantacuzino, în luna mai 1685.
„Și așteptându Dumitrașco-Vodă să-i puie caftanul în spate Husain-beiu, iar el i-au cetit fermanul de mazilie. Și au pus caftanul în spatele lui Ion Racoviță vornicului, să fie caimacam, până a vini Cantemir-vodă în scaonul domniii.:p. 86”—Ion Neculce, Letopisețul Țării Moldovei
Moare la o dată necunoscută anterioară datei de 2 noiembrie 1688 când este scris hrisovul prin se împarte averea rămasă în urma morții lui între moștenitori.:p. 432